# بطولة أوروبا للألعاب المائية 1983
بطولة أوروبا للألعاب المائية 1983 هو الموسم الـ 16 من بطولة أوروبا للألعاب المائية، عقد في الفترة 22–27 أغسطس من 1983، وجرت المنافسات في مدينة روما، إيطاليا، ونظمت من قبل الاتحاد الأوروبي للسباحة.

## النتائج
| م        | الذهبية         | الفضية           | البرونزية       |
| -------- | --------------- | ---------------- | --------------- |
| الفائزين | ألمانيا الشرقية | الاتحاد السوفيتي | ألمانيا الغربية |